# Lista de bairros de San Antonio (Paraguai)
Essa é lista dos 11 bairros da cidade paraguaia de San Antonio.
| N° | Bairro            |
| -- | ----------------- |
| 1  | San Francisco     |
| 2  | Dr Emilio Ramos   |
| 3  | Pueblo            |
| 4  | San Blas          |
| 5  | María Auxiliadora |
| 6  | Naranjaty         |
| 7  | Antigua Imagen    |
| 8  | San Roque         |
| 9  | Acosta Ñu         |
| 10 | San Jorge         |
| 11 | Achucarro         |